# Boissise-la-Bertrand
Boissise-la-Bertrand är en kommun i departementet Seine-et-Marne i regionen Île-de-France i norra Frankrike. Kommunen ligger i kantonen Le Mée-sur-Seine som tillhör arrondissementet Melun. År 2022 hade Boissise-la-Bertrand 1 194 invånare.

## Befolkningsutveckling
Antalet invånare i kommunen Boissise-la-Bertrand
| Referens: INSEE |